# Wuxia
Il Wǔxiá (武侠T, 武侠S, wǔxiáP, wu-hsiaW), letteralmente "eroe marziale", è un ampio genere letterario cinese moderno nato all'inizio del XX secolo che racconta le avventure di eroi marziali della tradizione cinese, secondo molti paragonabile all'occidentale "cappa e spada". Nonostante formalmente il genere wuxia sia moderno, il termine è stato retroattivamente applicato anche alla tradizione narrativa precedente da cui discende e che risale perlomeno fino al periodo degli Stati combattenti. Sebbene sia tradizionalmente una forma letteraria, la sua popolarità lo ha diffuso in altre forme artistiche come l'opera cinese, i manhua, film, serie televisive e videogiochi. È un componente della cultura popolare cinese in molte comunità di lingua cinese in tutto il mondo.
Tipicamente gli eroi dei racconti wuxia non servono un signore, o un'autorità militare, né appartengono alla classe aristocratica. Spesso appartengono alle classi sociali inferiori. Di solito legati a un codice cavalleresco che richiede loro di raddrizzare i torti, combattere per la giustizia, eliminare gli oppressori e vendicare i crimini passati.
Il genere nasce dalla tradizione letteraria cinese, e fa parte da sempre della cinematografia asiatica. La distribuzione all'estero ha avuto in molti casi un discreto successo, ma in nessun caso il genere è stato inglobato in una cinematografia estera.
In Italia il genere arriva nel 1973 quando la crescente richiesta di film gongfu, film di combattimenti a mani nude, ha spinto i produttori a comprare dei wuxia e a "mascherarli" da gongfu. Molti dei titoli italiani che contengono la parola "Bruce Lee" oppure "mano", "boxer", sono in realtà dei wuxia: l'inganno non ha certo portato vantaggio al genere, che in Italia dovrà aspettare il 2000, con La tigre e il dragone, per conoscere nuova gloria.

## Etimologia
Il termine wuxia, formato da wu ("marziale", "militare" o "armato") e xia ("onorevole", "cavalleresco" o "eroe"), compare per la prima volta alla fine della dinastia Qing come calco del termine giapponese bukyō (traducibile approssimativamente come "bu" = "samurai" e "kyo" = "carattere maschile"), un genere di narrativa d'avventura militaristica e influenzata dal bushido. Studenti e scrittori cinesi importarono il termine all'inizio del XX secolo, nel tentativo di promuovere la modernizzazione della Cina e del suo esercito in imitazione della restaurazione Meiji. Grazie alla popolarità della serializzazione del romanzo Jianghu qixia zhuan ("La leggenda dello strano spadaccino") il termine prese definitivamente radici e cominciò a essere usato anche per riferirsi al xiayi e altri generi letterari suoi predecessori, mentre in Giappone il termine bukyō scomparve dall'uso.
Il termine xia viene tradotto generalmente come "knight" ("cavaliere"), ma si distingue nettamente dal cavaliere classico della tradizione occidentale per essere normalmente un uomo di umili origini, non essere organizzato in ordini cavallereschi o militari, e non essere necessariamente un combattente eccezionale, piuttosto lo xia cinese è soprattutto definito dal codice d'onore che segue e che gli impone di raddrizzare i torti e aiutare le persone oppresse, spesso usando la forza e ignorando la legge. In alcune traduzioni il termine viene a volte tradotto come "spadaccino" sebbene non sia necessariamente armato di spada. Un artista marziale che segue il codice dello xia viene spesso indicato come xiake ("seguace del xia") o youxia ("cavaliere errante").
Un altro termine che compare è Jianghu (江湖; letteralmente "fiumi e laghi"): si riferisce a una comunità di artisti marziali. Il termine "wulin" (武林; letteralmente "foresta marziale") è un altro termine comunemente usato per riferirsi a questa comunità. Il jianghu è composto da diversi artisti marziali che di solito si riuniscono in sette, clan e varie scuole di arti marziali. Comprende anche altri come: youxia ("cavalieri erranti"), nobili, ladri, mendicanti, preti, curatori, mercanti e artigiani. Un aspetto comune dello jianghu è che i tribunali sono disfunzionali e tutte le dispute e litigi possono essere risolti solo con l'uso della forza, predicando il bisogno per il codice dello xia e per atti di cavalleria. La legge e l'ordine nello jianghu sono mantenuti da varie sette ed eroi giusti e ortodossi. A volte queste sette possono riunirsi per formare un'alleanza contro un'organizzazione potente nello jianghu.

## Letteratura

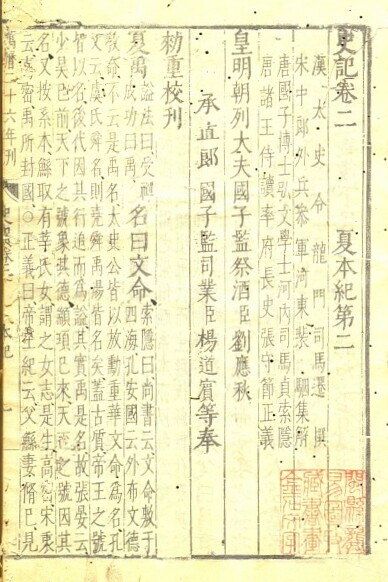
Prima pagina del secondo volume dello Shiji

### Origini storiche
(Sima Qian nella prefazione del volume Youxia liezhuan del Shiji ("Memorie di uno storico") dalla traduzione inglese di James J. Y. Liu)
Anche se non ci sono arrivate testimonianze scritte le prime storie degli xia risalgono probabilmente all'epoca di instabilità sociale del periodo dei Regni combattenti (453 - 221 a.C.) o forse anche fino al periodo delle primavere e degli autunni (770 - 454 a.C.). La prima citazione che fa loro riferimento è del filosofo Han Fei vissuto al termine dell'epoca dei Regni combattenti e principale esponente del legismo. Han Fei condanna le azioni degli xia perché violano in maniera violenta la legge e l'ordine costituito ponendo al di sopra di essi il proprio codice di onore, che pone la fedeltà a un amico al di sopra di quella al proprio re o alla propria famiglia
I primi resoconti delle imprese degli xia nel periodo dei Regni combattenti e della dinastia Qin sono dello storico Sima Qian vissuto all'epoca della dinastia Han che dedica a loro il volume 游俠列傳 Youxia liezhuan "biografie dei cavalieri erranti") della sua monumentale opera Shiji ("Memorie di uno storico"), nel quale racconta le biografie di diversi di essi. È anche il primo a usare il termine youxia ("cavalieri erranti"). Sim Qian presenta gli xia come uomini di umili origini che aderiscono a un codice etico che comprende i valori dello yi ("giustezza e altruismo")), xin ("fiducia"), gong ("servizio meritoria"), jie ("ordine") e rang ("tolleranza") e che pongono l'azione al di sopra delle parole. Tra le biografie del Youxia liezhuan ci sono per esempio Chu Chia che salvò tra gli altri il generale Chi Pu quando questi fu messo a morte dall'imperatore di Han e Kuo Chieh messo a morte dall'imperatore Wu. Altri xia compaiono in altri volumi del Shiji, in particolare il Cike liezhuan ("Biografie degli assassini").

### Prima del XX secolo
Gli imperatori della dinastia Han perseguitarono gli xia, ma questi continuarono comunque a esistere, anche se non tutti rispettarono a pieno il codice di onore. Nella letteratura il sostegno critico prestato dallo Shiji agli xia esercitò una forte influenza sullo sviluppo successivo del genere. Nel periodo della dinastia Tang i racconti di xia presero la forma di chuanqi (傳奇; "racconti leggendari"), racconti in prosa spesso basati sui resoconti storici del Shiji nei quali sono introdotti anche elementi fantastici e compaiono per la prima volta dei cavalieri femminili. I protagonisti dei racconti di quest'epoca sono in genere degli eroi solitari che compiono audaci imprese, per esempio in Nie Yinniang (聶隱娘), Kunlun Nu, Jing Shisanniang (荆十三娘), Hongxian (紅線) e Qiuran Ke (虬髯客). Nie Yinniang e Hongxian sono anche i primi esempi letterari di xia femminili, le cui figure saranno romanticizzate nei romanzi alla fine della dinastia Qing e in quella moderna, come in 臥虎藏龍 di Wang Dulu da cui è stato tratto il film La tigre e il dragone.

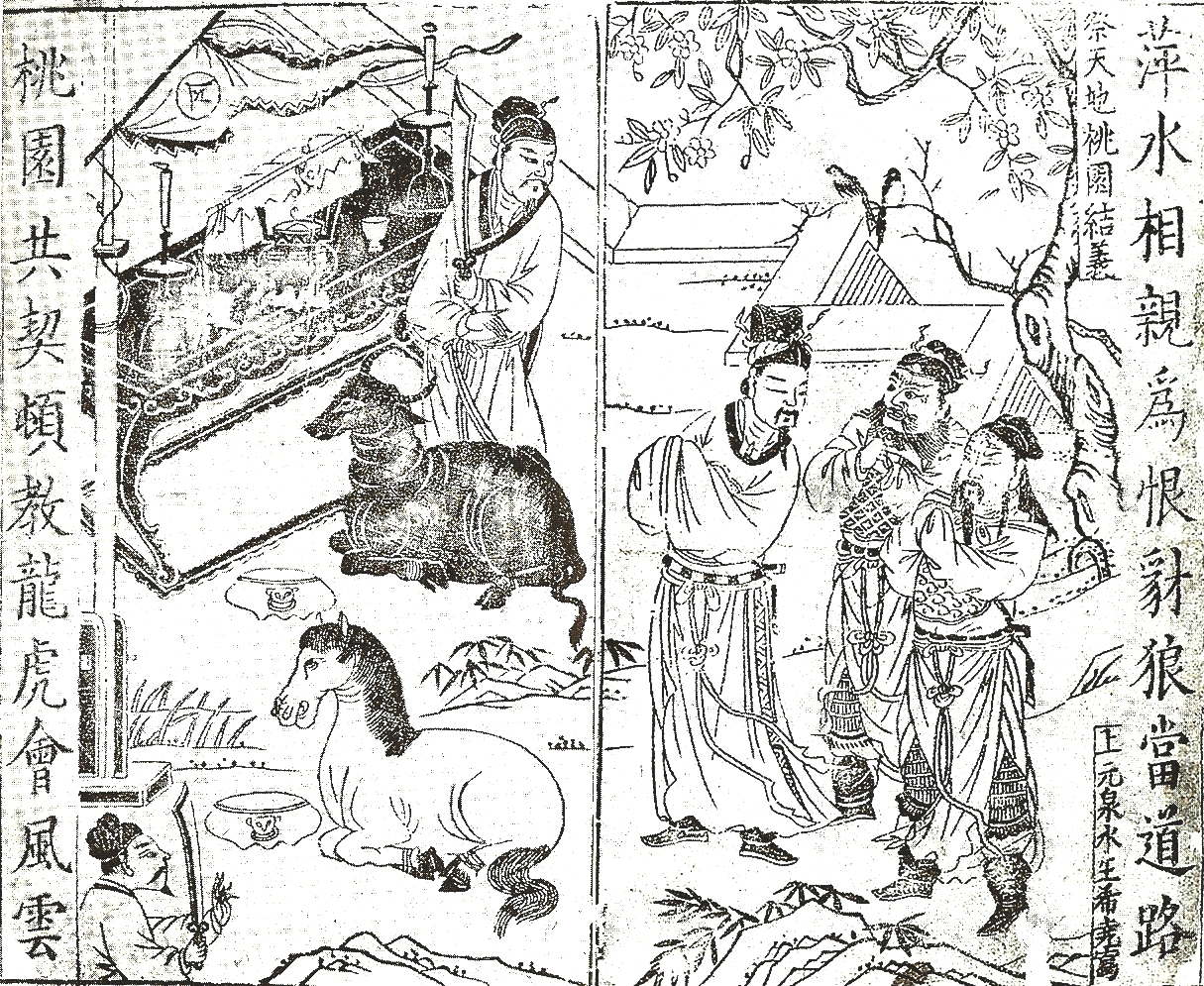
Un'illustrazione di Il romanzo dei Tre Regni

Durante la dinastia Song circolarono storie simili nella forma di huaben, lavori brevi che si ritiene siano serviti come copione teatrale per i shuochang (narratori tradizionali cinesi) e molti di questi sono arrivati fino alla nostra epoca, sia pure passando molte revisioni. Diverse huaben furono rielaborati negli anni successivi e integrati a formare lunghi romanzi romantici di ambientazione militare i cui protagonisti sono personaggi storici, come Il romanzo dei Tre Regni (Sān Guó Yǎn Yì) e I Briganti (Shui-Hu-Chuan, letteralmente "Storia in riva all'acqua"). Quest'ultimo è basato sul racconto romanzato della rivolta di un gruppo di briganti guidata da Song Jiang avvenuta nel 1121. Con il passare del tempo il numero dei briganti aumentò dai 36 iniziali fino a 108 e nel 1300 circa le storie furono unite a formare un unico romanzo, attribuito a Shi Nai'an, che godette di un'enorme popolarità e continuò a essere ampliato fino a raggiungere i 120 capitoli intorno al 1620. I Briganti viene spesso considerato come il primo romanzo wuxia a piena lunghezza: la descrizione dei 108 eroi e il loro codice di onore e la scelta di diventare fuorilegge piuttosto che servire un governo corrotto giocarono un ruolo influente nello sviluppo della cultura jianghu nei secoli successivi. Anche Il romanzo dei Tre Regni è considerato come un primo esempio del genere e contiene descrizioni del combattimento diventate classiche, che successivamente furono prese in prestito da altri scrittori wuxia per le loro opere.
Nei periodi della dinastia Ming e Qing gli xia compaiono anche nella narrativa gong'an (公案; "casi pubblici"), un genere di narrativa investigativa, sviluppando un misto di narrazione investigativa e di racconto romantico e cavalleresco in cui xia e altri eroi lavorano con un giudice o un magistrato risolvendo casi criminali e combattendo l'ingiustizia Un tipico esempio del genere sono le storie del giudice Bao nel Sanxia Wuyi (三俠五義; successivamente estese e rinominate Qixia Wuyi) e nel Xiaowuyi (小五義) e le varie imitazioni che ne seguirono, in genere ispirate a figure storiche recenti. Questi racconti incorporarono molti dei temi di giustizia sociale che divennero propri delle successive opere wuxia. Da notare come in queste storie il cavaliere è alleato alla legge, invece di ribellarsi a essa. Alla fine del XIX secolo, in seguito al successo di Ernü yingxiong zhuan ("Un racconto di amanti eroici"), in cui la protagonista è un archetipo degli xia femminili si sviluppa un genere detto xiayi che mischia azione e storie romantiche, il cui protagonista è generalmente una xia o uno xia, ma grandi abilità nel combattimento, che man mano diventano sempre più fantastiche.

### XX secolo
Il genere wuxia moderno salì alla prominenza all'inizio del XX secolo successivamente al movimento del 4 maggio 1919. Si evolse una nuova letteratura che rompeva i valori confuciani e gli xia emersero come un simbolo di libertà personale, sfida alla tradizione confuciana e rifiuto del sistema familiare cinese
Il genere divenne popolare negli anni venti in seguito alla pubblicazione di Jianghu Qixia Zhuan (江湖奇侠传, "Leggenda degli strani spadaccini", pubblicata a puntate dal 1922 al 1928) di Pingjiang Buxiaosheng, di Qixia Jingzhong Zhuan (趙煥亭, "Cronache del fedele cavaliere errante", pubblicato a puntate dal 1923-1927) di Zhao Huanting e di Huangjiang nüxia ("La spadaccina del sud", 1929) di Gu Mingdao. A partire dagli anni trenta le opere wuxia proliferarono e il centro di produzione si spostò a Pechino e Tientsin nella Cina settentrionale. Gli autori più prolifici sono collettivamente chiamati "i cinque grandi maestri della scuola settentrionale" (北派五大家): Huanzhu Louzhu (還珠樓主), che scrisse Shushan Jianxia Zhuan (蜀山剑侠传), Kenneth Lu (蘆葦草) autore di Tales of Terra Ocean (山海幻世錄), Bai Yu che scrisse Shi'er Qianbiao (十二钱镖), Wang Dulu che scrisse la Crane-Iron Pentalogy (鹤铁五部作), Zheng Zhengyin (郑证因), che scrisse Yingzhao Wang (鹰爪王) e Zhu Zhenmu (朱贞木) che scrisse Qi Sha Bei (七杀碑).
Il governo della Repubblica Popolare Cinese mise al bando la narrativa wuxia fino agli anni ottanta, poiché era ritenuta una forma letteraria dannosa per il popolo e fu di fatto impossibile pubblicare opere o studi attinenti a questo genere. Sotto il regime nazionalista in Taiwan la situazione era simile. Nonostante ciò il genere prevalse in altre regioni parlanti cinese, come Taiwan e Hong Kong. Autori come Liang Yusheng e Louis Cha (Jin Yong) furono gli apripista di una "nuova scuola" del genere wuxia che si differenzia nettamente dai suoi predecessori. Scrissero storie seriali per giornali e riviste e incorporarono numerosi altri generi narrativi da altre culture. In Taiwan, Wolong Sheng, Sima Ling, Zhuge Qingyun (诸葛青云), Xiao Yi (萧逸) e Gu Long divennero i più famosi scrittori wuxia della regione. Dopo di loro altri scrittori come Wen Rui'an e Huang Yi ne presero il posto.

## Cinema

### La storia
Come genere cinematografico il wuxia nacque dal bisogno di rivitalizzazione dei film guzhuang, film in costume antico, un genere che era stato molto popolare alla metà degli anni venti pescando nel repertorio classico della letteratura cinese, ma che dopo il 1927 stava perdendo popolarità per la ripetitività delle storie e la bassa qualità di molte produzioni realizzate affrettatamente e con poca cura per sfruttare il successo del genere.. Il primo film del genere è convenzionalmente considerato Nüxia Li Feifei ("La lady cavaliere Li Feifei", 1925) prodotto a Shanghai, con protagonista la cantante dell'opera cinese Fen Juhua. Il film è andato perduto, ma dai documenti dell'epoca la trama era incentrata su una storia d'amore tra due giovani contrastata dalle loro famiglie e risolta dall'intervento dell'eroina.
Comunque il film che lanciò il successo del genere fu Huo shao hong lian si ("L'incendio del monastero del loto rosso") del 1928, un lungo film ad episodi (in totale ne furono girati diciotto) tratto dal romanzo Legend of the Strangeche Swordman di Pingjiang Buxiaosheng, che incontrò un enorme successo, scatenando una grande quantità di sequel e remake. Tutte le copie del film sono andate perdute, eccetto che per alcuni frammenti del primo episodio conservati nell'archivio dei film di Pechino. Ma tutte queste copie sono andate perdute, e quindi rimane incerta l'origine del genere cinematografico.
Sicuramente il titolo che ha rivitalizzato il genere è del 1967: si tratta di Mantieni l'odio per la tua vendetta di Chang Cheh, primo titolo della saga dello spadaccino monco.
Mentre i generi gongfu e ninja, legati alle arti marziali, vedono un brusco arresto con il finire degli anni novanta, il wuxiapian rimane ben saldo nella sua posizione privilegiata nella cinematografia di Hong Kong. Ne sono perfetti esempi le ultime produzioni come Hero o La foresta dei pugnali volanti, mentre La tigre e il dragone rimane l'unico wuxiapian (e, per estensione, anche l'unico film di arti marziali) ad aver vinto un Premio Oscar (se ne è aggiudicati quattro).

### Selezione di alcuni Wuxia usciti in Italia
- Le implacabili lame di rondine d'oro (Da zui xia, Come Drink with Me) di King Hu (1966)
- Mantieni l'odio per la tua vendetta (Dubei dao, The One-Armed Swordsman) di Chang Cheh (1967)
- Campane a morte per la vendetta di Chang Fu (Dou hun ling, The Bells of Death) di Yueh Feng (1968)
- La mano vendicatrice continua ad uccidere (Yitai jian wang, The Swordsman of All Swordsmen) di Joseph Kuo (1968)
- Le invincibili spade delle tigri volanti (Bao biao, Have Sword, Will Travel) di Chang Cheh (1969)
- La sfida degli invincibili campioni (Dubei dao wang, Return of the One-Armed Swordsman) di Chang Cheh (1969)
- 7 spade di violenza (Babu zuihun, Redress) di Chiao Chuang (1969)
- I dodici medaglioni (Shi er jin pai, The Twelve Gold Medallions) di Cheng Gang (1970)
- I 13 figli del Drago Verde (Shisan taibao, The Heroic ones) di Chang Cheh (1970)
- L'urlo di Chen terrorizza tutti i continenti (Wan li xiong hua, Rider of Revenge) di Hsiung Ting Wu (1970)
- La mano sinistra della violenza (Xin dubei dao, The New One-Armed Swordsman) di Chang Cheh (1971)
- Furia gialla (Duoming jinjian, Fast Sword) di Huang Feng (1971)
- Wang Yu Teng: la morte vestita di bianco (Zuiming qiang, The Desperate Chase) di Jimmy Wang (1971)
- I 7 diavoli del Tai-kik (Tài jí jiàn jué dòu wǔ shì dāo, Duel with Samurai) di Chin Sheng-En (1971))
- La fanciulla cavaliere errante (Xianu, A touch of zen) di King Hu (1972)
- Le 14 amazzoni (Shisi nuyinghao, The 14 Amazons) di Cheng Kang (1972)
- Le sette anime del drago (Shui hu zhuan, The Water Margin) di Chang Cheh (1972)
- I sette guerrieri del kung-fu (Dong kai ji, All Men Are Brothers) di 	Chang Cheh (1975)
- Gli implacabili colossi del karatè (Lengxue shisanying, Avenging Eagle) di Sun Chung (1978)
- Storia di fantasmi cinesi (Qiannu youhun, A Chinese Ghost Story) di Siu-Tung Ching (1987)
- The Blade (Dao) di Tsui Hark (1995)
- La tigre e il dragone (Wo hu zang long, Crouching Tiger, Hidden Dragon) di Ang Lee (2000)
- Hero (Yīng xiong - Hero) di Zhāng Yìmóu (2002)
- La foresta dei pugnali volanti (Shi mian mai fu - House of Flying Daggers) di Zhāng Yìmóu (2004)
- Seven Swords (Qi jian, Seven Swords) di Tsui Hark (2005)
- La città proibita (Man cheng jin dai huang jin jia, Curse of golden flowers) di Zhāng Yìmóu (2006)
- Il regno proibito (The Forbidden Kingdom) di Rob Minkoff (2008)
- The Warrior's Way (The Warrior's Way) di Sngmoo Lee (2010)
- 14 Blades (Jin yi wei, 14 Blades) di Daniel Lee (2010)
- Detective Dee e il mistero della fiamma fantasma (Di Renjie, Detective Dee: Mystery of the Phantom Flame) di Tsui Hark (2011)
- La congiura della pietra nera (Jianyu Jianghu, Reign of Assassins) di John Woo (2012)
- Young Detective Dee: Il risveglio del drago marino (Di Renjie: Shen du long wang) di Tsui Hark (2013)
- The Assassin di Hou Hsiao-hsien (2015)
- Crouching Tiger, Hidden Dragon: Sword of Destiny di Yuen Wo Ping (2016)
- Detective Dee e i quattro re celesti (Di renjie zhi Sidatianwang) (2018)
- Shang-Chi e la leggenda dei Dieci Anelli (Shang-Chi and the Legend of the Ten Rings) (2021)